# Peter Blair
Peter Blair (Cleveland (Ohio), Estados Unidos, 14 de febrero de 1932-29 de junio de 1994) fue un deportista estadounidense especialista en lucha libre olímpica donde llegó a ser medallista de bronce olímpico en Melbourne 1956.

## Carrera deportiva
En los Juegos Olímpicos de 1956 celebrados en Melbourne ganó la medalla de bronce en lucha libre olímpica estilo peso ligero-pesado, tras el iraní Gholamreza Takhti (oro) y el soviético Boris Kulayev (plata).